# キヨシ・K・ムラナガ
キヨシ・K・ムラナガ（Kiyoshi K. Muranaga、漢字: 村永 清、1922年2月16日 - 1944年6月26日）は、日系アメリカ人のアメリカ陸軍第442連隊戦闘団上等兵。第二次世界大戦時の活躍により、名誉勲章受章者となった。

## 経歴
カリフォルニア州ロサンゼルスに生まれる。軍に入隊するまでは、日系人収容所の1つであるコロラド州のアマチ収容所に収容されていた。
1944年6月26日に、第442連隊戦闘団の上等兵の階級にあったムラナガは、イタリアのスヴェレート近郊で敵の大砲を破壊しようと、独力で自身の分隊の迫撃砲を配置した。ムラナガは敵の反撃によって殺害されるまで、3発の砲弾を発射することに成功した。
これらの行為によって、当初は殊勲十字章が授与されていたが、1990年代になって全てのアジア系アメリカ人の殊勲十字章受章歴を再調査したところ、名誉勲章に格上げされることとなった。2000年6月21日にホワイトハウスで執り行われた式典において、ビル・クリントン大統領からムラナガの遺族に名誉勲章が贈呈された。
現在は、故郷ロサンゼルス近郊にあるエバーグリーン墓地に埋葬されている。
弟のうち、ヨシオ（1923 - 2008）とケンイチ（1924 - 2009）の二人はキヨシと同様に442連隊に志願し、末弟のトミ（1935 - ）は朝鮮戦争に従軍した。

## 名誉勲章
ムラナガが受賞した名誉勲章には下記のように記されている。
キヨシ・K・ムラナガ上等兵は、1944年6月26日のイタリア・スヴェレート近郊における作戦中の際立って英雄的な行動によって、その名を残すこととなった。ムラナガ上等兵の中隊は、要地を押さえているうえに優れた射撃能力を持つ敵の部隊に遭遇した。敵の88mm自走砲は直接中隊に攻撃を仕掛け、隊をバラバラに追いやった。ムラナガ上等兵の迫撃砲分隊は攻撃を命じられたが、地形の悪さが原因で武器を組み立てることが出来なかった。分隊長は、迫撃砲の位置の脆弱さを理解して、銃から相対的に安全な位置まで部下たちを遠ざけた。部隊に多くの死傷者が出たことから、射手だったムラナガ上等兵は、独力で88mm砲の陣地を制圧しようと試みた。自ら射点に残り、ムラナガ上等兵は自身を迫撃砲に配置し、約400ヤードの距離で敵の砲に発砲した。彼の3発目の射撃は、着弾修正することが出来たので、砲弾を敵砲の前に命中させることに成功した。一方、すぐに迫撃砲砲火の位置に気付いた敵の一団は、88mm砲をムラナガ上等兵の位置に向けた。ムラナガ上等兵が4発目の射撃を行う前に、88mm砲の砲弾は彼の位置に命中し、即死に追いやった。先のムラナガ上等兵による砲火の正確さにより、敵兵は更なる危険に身を晒すことを恐れ、位置を放棄した。ムラナガ上等兵の類まれな英雄的行為と任務への忠誠は、軍隊の最も崇高な伝統を維持し、また、彼本人やその部隊、ひいてはアメリカ陸軍への大きな信頼をもたらすものであった。